# Tartuguié
Tartuguié – rzeka we Francji, przepływająca przez tereny departamentów Lot oraz Tarn i Garonna, o długości 14 km. Stanowi lewy dopływ rzeki Barguelonnette.